# 幸阿弥長晏
幸阿弥 長晏（こうあみ ちょうあん、永禄12年（1569年） - 慶長15年10月25日（1610年12月10日））は、幸阿弥派の蒔絵師。通称、久次郎。幸阿弥長清の子。

## 略歴
豊臣秀吉に仕える。徳川家康に10人扶持を支給され、徳川秀忠より200石を与えられる。

## 作品
- 高台寺霊屋蒔絵厨子（京都）